# 紀傑
紀傑（1442年—？），字士英，河南彰德府磁州人，民籍，明朝政治人物。進士出身。

## 生平
早年出身州學生，成化七年（1471年）辛卯科河南鄉試第六十名。成化十一年（1475年）乙未科會試第二百二十名，殿試登進士第三甲第九十六名。

## 家族
曾祖父紀旺。祖父紀麟。父亲紀驂。子紀純，嘉靖二年进士。